# Karel Hanika
Karel Hanika (Brno, República Checa, 14 de abril de 1996) es un piloto checo de motociclismo que compite en el FIM CEV International Championship en la categoría de Moto3 con en el equipo Freudenberg Racing Team.
Es el campeón 2013 de la Red Bull MotoGP Rookies Cup y el campeón europeo de Moto3 2013. En 2014 y 2015, Hanika corrió para el equipo Red Bull KTM Ajo en el campeonato del mundo de Moto3.
Después de dos temporadas llenas de accidentes, Ajo lo dejó y cambió a Mahindra para la campaña de 2016. Sin embargo, después de no poder anotar un solo punto en siete carreras, fue despedido a mediados de temporada y reemplazado por el británico, Danny Webb.

## Resultados

### Red Bull MotoGP Rookies Cup

#### Carreras por año
| Año  | 1         | 2        | 3       | 4       | 5        | 6       | 7         | 8         | 9       | 10      | 11        | 12       | 13      | 14        | 15      | Pos. | Pts. |
| ---- | --------- | -------- | ------- | ------- | -------- | ------- | --------- | --------- | ------- | ------- | --------- | -------- | ------- | --------- | ------- | ---- | ---- |
| 2012 | JER 1 Ret | JER 2 16 | EST 1 3 | EST 2 3 | SIL 1 10 | SIL 2 3 | ASS 1 6   | ASS 2 Ret | SAC 1 3 | SAC 2 9 | BRN 1 1   | BRN 2 16 | MIS 1   | ARA 1 5   | ARA 2 1 | 3.º  | 162  |
| 2013 | AME 1 2   | AME 2 1  | JER 1 2 | JER 2 2 | ASS 1 1  | ASS 2 1 | SAC 1 Ret | SAC 2 1   | BRN 1   | SIL 1 1 | SIL 2 Ret | MIS Ret  | ARA 1 1 | ARA 2 Ret |         | 1.º  | 235  |

### Campeonato del mundo de motociclismo
Sistema de puntuación de 1993 hasta 2022:
| Posición | 1.º | 2.º | 3.º | 4.º | 5.º | 6.º | 7.º | 8.º | 9.º | 10.º | 11.º | 12.º | 13.º | 14.º | 15.º |
| Puntos   | 25  | 20  | 16  | 13  | 11  | 10  | 9   | 8   | 7   | 6    | 5    | 4    | 3    | 2    | 1    |

#### Por temporada
| Año   | Cat.  | Moto     | Equipo                   | Carreras | Victorias | Podios | Poles | V.Ráp. | Pts. | Pos. |
| ----- | ----- | -------- | ------------------------ | -------- | --------- | ------ | ----- | ------ | ---- | ---- |
| 2014  | Moto3 | KTM      | Red Bull KTM Ajo         | 18       | 0         | 0      | 0     | 0      | 44   | 18.º |
| 2015  | Moto3 | KTM      | Red Bull KTM Ajo         | 18       | 0         | 0      | 0     | 0      | 43   | 18.º |
| 2016  | Moto3 | Mahindra | Platinum Bay Real Estate | 9        | 0         | 0      | 0     | 0      | 0    | NC   |
| 2016  | Moto3 | KTM      | Freudenberg Racing Team  | 9        | 0         | 0      | 0     | 0      | 0    | NC   |
| Total |       |          |                          | 45       | 0         | 0      | 0     | 0      | 87   |      |

#### Carreras por año
(Carreras en negrita indica pole position, carreras en cursiva indica vuelta rápida)
| Año  | Cat.  | Moto     | 1      | 2      | 3       | 4       | 5       | 6      | 7       | 8       | 9       | 10     | 11     | 12      | 13      | 14      | 15     | 16     | 17      | 18      | Pos. | Pts. |
| ---- | ----- | -------- | ------ | ------ | ------- | ------- | ------- | ------ | ------- | ------- | ------- | ------ | ------ | ------- | ------- | ------- | ------ | ------ | ------- | ------- | ---- | ---- |
| 2014 | Moto3 | KTM      | QAT 14 | AME 10 | ARG Ret | SPA 19  | FRA Ret | ITA 10 | CAT 14  | NED Ret | GER Ret | IND 13 | CZE 15 | GBR 12  | RSM Ret | ARA 23  | JPN 12 | AUS 13 | MAL 9   | VAL 10  | 18.º | 44   |
| 2015 | Moto3 | KTM      | QAT 13 | AME 10 | ARG 7   | SPA 22  | FRA 20  | ITA 28 | CAT Ret | NED 8   | GER 13  | IND 12 | CZE 26 | GBR Ret | RSM 21  | ARA Ret | JPN 8  | AUS 14 | MAL Ret | VAL Ret | 18.º | 43   |
| 2016 | Moto3 | Mahindra | QAT 30 | ARG 24 | AME Ret | SPA Ret | FRA Ret | ITA 20 | CAT Ret | NED     | GER     | AUT    |        |         |         |         |        |        |         |         | NC   | 0    |
| 2016 | Moto3 | KTM      |        |        |         |         |         |        |         |         |         |        | CZE 16 | GBR     | RSM     | ARA     | JPN    | AUS    | MAL     | VAL 22  | NC   | 0    |